# Федоровський Олександр Семенович
Олекса́ндр Семе́нович Федоро́вський  (4 березня 1885, Лебедин, нині Сумської області — 18 серпня 1939) — український геолог і палеонтолог. Професор (1936).

## Біографія
Народився в сім'ї службовця. Закінчивши 4-у Харківську гімназію, 1906 року вступив на природничий відділ фізико-математичного факультету Харківського університету.
1907 року став членом історико-філологічного товариства, виступав із доповідямя, що стосувалися археологічних проблем. 1908 року брав участь у роботі XIV археологічного з'їзду в Чернігові.
1911 року закінчив університет.
У 1912–1916 роках проводив археологічні розкопки на Харківщині та Кубані.
Працюючи в Харківському університеті (1914 — 1934), Федоровський завідував секцією археології кафедри географії і антропології та секцією палеонтології науково-дослідного інституту геології.
Ученого звільнили з університету, звинувативши у «протаскуванні буржуазної методики». Як наслідок, десятиріччями внесок Федоровського в науку незаслужено замовчувався.

## Наукова діяльність

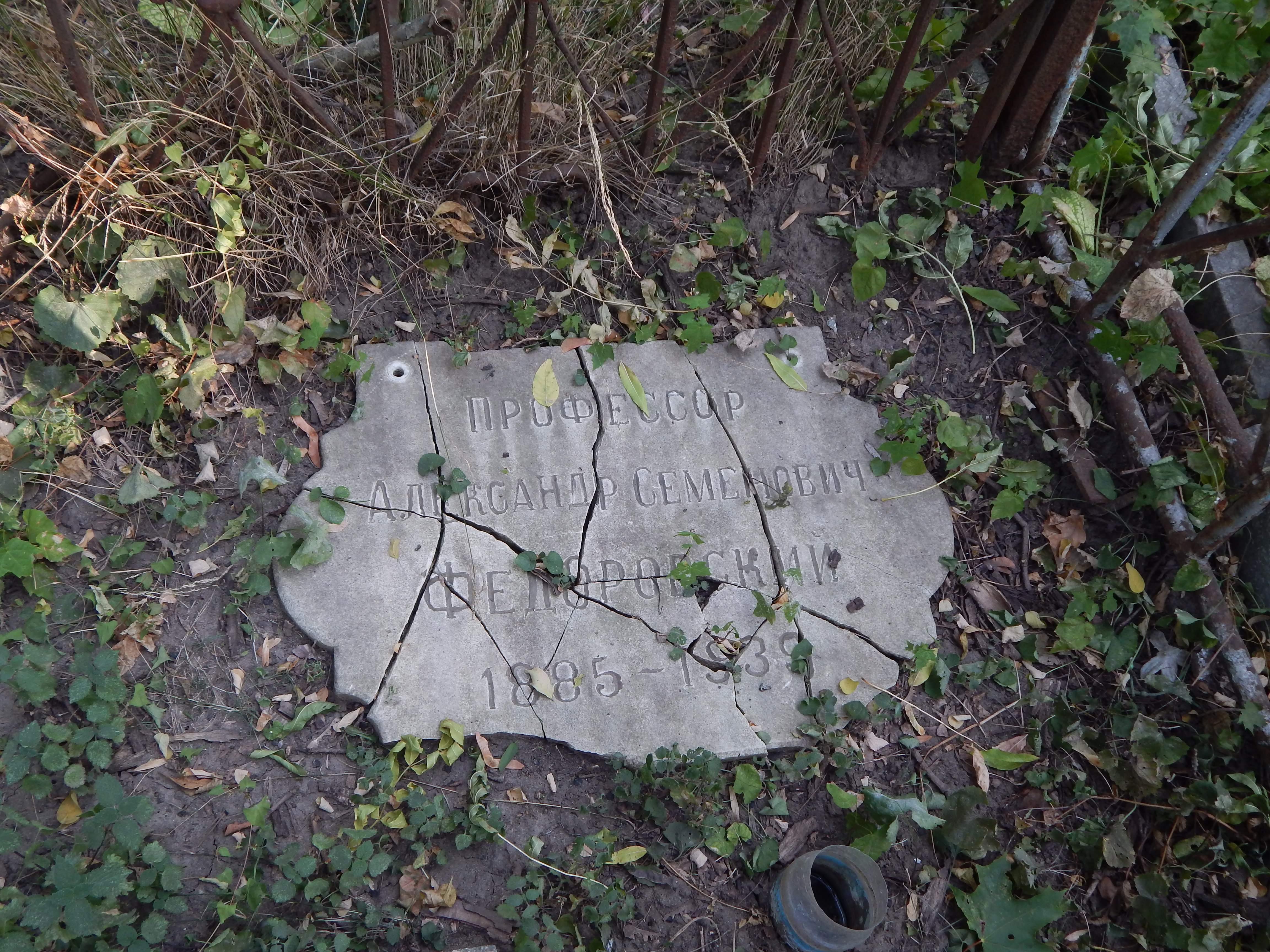
Могила на Другому міському кладовищі Харкова

Федоровському належать розвідки та статті з геології й археології Харківщини, а також сточища річки Дінця.
В одній з перших робіт — «Землетрясение в Купянском уезде 8.03.1913 г.» (1914) — Федоровський описав унікальне для Слобожанщини стихійне явище. 1915 року він опублікував брошуру «К истории города Харькова», в якій навів невідомі раніше матеріали — план Харкова і гравюру його центральної частини.
Бібліографічною рідкістю є брошури Федоровського «Географический очерк Харьковской губернии» і «Геологический очерк Харьковской губернии», що вийшли 1918 року та пізніше не перевидавалися.
Серед праць ученого особливо багато досліджень археологічних пам'яток Слобожанщини, оскільки Федоровський особисто регулярно брав участь у проведенні розкопок. Він є співавтором унікального видання «Природа и население Слободской Украины» (вийшло за редакцією професора Харківського університету Валерія Талієва) — першої в Росії регіональної енциклопедії, що використовувалася в школах як підручник з курсу краєзнавства.